# Oro (singel Jeleny Tomašević)
Oro – singiel serbskiej piosenkarki Jeleny Tomašević napisany przez Željko Joksimovicia i Dejana Ivanovicia, wydany jako singiel 10 marca 2008 oraz umieszczony na debiutanckiej płycie studyjnej artystki zatytułowanej Panta Rei z tegoż roku.
W 2008 roku utwór został zakwalifikowany do stawki konkursowej krajowych eliminacji eurowizyjnych Beovizija 2008. 9 marca został zaśpiewany przez Tomašewić w półfinale selekcji i z drugiego miejsca awansował do organizowanego dzień później finału. Numer zdobył w nim maksymalną liczbę 24 punktów po zsumowaniu głosowania jurorów i telewidzów (8 653 głosów), dzięki czemu wygrał, będąc tym samym wybranym na propozycję reprezentującą Serbię, gospodarza 53. Konkursu Piosenki Eurowizji w Belgradzie. 
24 maja numer został zaprezentowany przez piosenkarkę w finale Konkursu Piosenki Eurowizji jako dwudziesty trzeci w kolejności (tuż przed późniejszym zwycięzcą, czyli piosenką „Believe” Dimy Biłana reprezentującego Rosję). Utwór zajął ostatecznie szóste miejsce po zdobyciu łącznie 160 punktów, w tym maksymalnych not 12 punktów z Bośni i Hercegowiny, Czarnogóry, Słowenii i Szwajcarii. Tym samym osiągnął wówczas drugi najlepszy wynik w historii startów Serbii w konkursie, tuż za piosenką „Molitva” Mariji Šerifović, która wygrała konkurs w 2007. Podczas występu reprezentantkę wsparli: flecista Bora Dugić, chórzyści Jelena Mitić i Marko Vulinović, skrzypaczka Mirjana Nešković oraz gitarzysta Aleksandar Sedlar Bogoev.
Oprócz serbskojęzycznej wersji singla, Tomašević nagrała piosenkę także w językach: portugalskim (jako „Minha dor”), greckim („Ela ajapi”) i hiszpańskim („Adiós amor”).

## Lista utworów
CD single
1. „Oro” (Serbian Version)
2. „Minha dor” (Portuguese Version)
3. „Ela agapi” (Greek Version)
4. „Adiós amor” (Spanish Version)
5. „Oro” (Instrumental)

CD Maxi-single
1. „Oro” (Serbian Version)
2. „Minha dor” (Portuguese Version)
3. „Ela agapi” (Greek Version)
4. „Adiós amor” (Spanish Version)
5. „Oro” (Remix Version)
6. „Oro” (Accordion Version)
7. „Oro” (Karaoke Version)

- Teledysk do utworu „Oro”
- Teledysk do utworu „Košava”
- Karaoke do utworu „Oro”
- Fotogaleria